# Incident On And Off a Mountain Road
Incident On And Off a Mountain Road (Brasil: Pânico Na Montanha ) é o primeiro episódio da primeira temporada da série televisiva Masters of Horror. Estreou na América do Norte em 28 de Outubro de 2005, dirigido por Don Coscarelli.

## Sinopse
Baseado em um conto de Joe Lansdale com o mesmo título, este filme coloca Ellen (Bree Turner), uma jovem aparentemente indefesa, contra Moonface, um transtornado e deformado serial killer. Quando a história vai e volta no tempo, descobrimos que nossa heroína não tem nada de indefesa ou inocente como inicialmente aparentava. Treinada a ser uma sobrevivente por sua convivência com o marido violento, Bruce (Ethan Embry), Ellen sabe usar qualquer objeto como arma quando necessário, e é levada a testar na vida real suas lições. Acorrentada ao chão da aterrorizante cabana de Moonface, junto a seu companheiro de quarto (Angus Scrimm), ela corre contra o relógio para libertar-se antes que encontre seu terrível destino...

## Elenco
- John DeSantis ... (Moonface)
- Ethan Embry ...  (Bruce)
- Heather Feeney ... (Jovem vítima)
- Angus Scrimm ... (Buddy)
- Bree Turner ...  (Ellen)